# 羅伯·卡爾尼
羅伯·卡爾尼（英語：Rob Kearney；1986年3月26日—）是一位愛爾蘭橄欖球運動員。他是愛爾蘭國家橄欖球隊的一員，代表愛爾蘭參加了2015年世界盃橄欖球賽。